# Товсултанов, Айнди
Айнди́ Товсулта́нов (род. 1962) — советский чеченский тяжелоатлет, 3-кратный обладатель Кубка СССР, призёр чемпионата СССР, чемпион СССР в отдельных упражнениях, мастер спорта СССР международного класса. Его тренером был Николай Осташко. Представлял ДСО «Труд». Выступал во 2-й тяжёлой весовой категории (до 110 кг).
Работает тренером по тяжёлой атлетике.

## Достижения
- Обладатель Кубка СССР — 1984 год;
- Чемпион СССР в толчке (235 кг) — 1984 год;
- Обладатель Кубка СССР — 1985 год;
- Чемпионат СССР по тяжёлой атлетике 1985 года — ;
  - Чемпион СССР в толчке (235 кг) — 1985 год;
- Обладатель Кубка СССР — 1986 год;